# BP
 For alternative betydninger, se BP (flertydig).
BP plc (tidligere kendt som British Petroleum) er det tredje største energiselskab i verden, Storbritanniens største selskab og en af de seks største supermajor-olieselskaber. BP plc har hovedkvarter i London.

## Internationale aktiviteter

### Salg og markedsføring

#### Australien
BP's brændstof bliver solgt 1.400 steder i Australien, hvoraf kun 250 går under navnet BP

#### Belgien
BP sælger LPG i Belgien

#### Danmark
BP i Damark fokuserer i dag på smøremidler, samt produkter til marine og luftfart. BP havde tidligere en betydelig forretning med LPG i Danmark, men det forretningsområde er solgt fra og videreført af Kosan Gas.

#### Frankrig
BP har 430 tankstationer i Île-de-France, Normandiet, Rhône-Alpes og Provence-Alpes-Côte d'Azur

#### Holland
BP har 380 tankstationer i Holland. BP sælger også LPG i Holland

#### Luxembourg
BP har 35 tankstationer under navnet Aral i Luxembourg

#### New Zealand
BP har 280 tankstationer i New Zealand. BP sælger også LPG i New Zealand

#### Polen
BP har 350 tankstationer i Polen

#### Spanien
BP har 650 tankstationer i Spanien. BP sælger også LPG i Spanien

#### Storbritannien
I Storbritannien hvor BP oprindeligt kommer fra, har BP 1300 tankstationer i hele landet.

#### Tjekkiet
BP sælger Aral-motorolier i Tjekkiet

#### Tyskland
BP har 2500 tankstationer under navnet Aral i Tyskland. Udover tankstationerne forhandler BP også LPG i Tyskland

#### USA
BP har 1400 tankstationer i hele USA under navnene BP og Arco. Derudover ejer BP også butikskæden ampm

#### Østrig
BP har ca. 500 tankstationer fordelt udover hele Østrig

### BP Solar
BP Solar er BP's afdeling for solenergi. BP har fremstillet solenergi siden 1973, og har over 2200 medarbejdere udelukkende beskæftiget med solenergi

### AirBP
AirBP er navnet på BP's flybrændstof, der sælges i 350 lufthavne i 59 lande.

### Arco Aluminum
BP sælger aluminium i USA under navnet Arco Aluminum

### Bitumen
BP fremstiller og sælger bitumen i Australien, Frankrig, Spanien, Sverige, Schweiz, Tyskland og USA

### BP Shipping
BP Shipping er BP's afdeling for transport af olie og gas

## Eksterne links
- BP's internationale hjemmeside
- BP's danske hjemmeside

51°30′28″N 0°8′3″V / 51.50778°N 0.13417°V